# Eminovci
Eminovci är en ort i Kroatien.   Den ligger i länet Slavonien, i den östra delen av landet, 150 km öster om huvudstaden Zagreb. Eminovci ligger 148 meter över havet och antalet invånare är 714.
Terrängen runt Eminovci är platt åt nordost, men åt sydväst är den kuperad. Runt Eminovci är det ganska glesbefolkat, med 35 invånare per kvadratkilometer. Närmaste större samhälle är Požega, 4,0 km sydväst om Eminovci. Trakten runt Eminovci består till största delen av jordbruksmark.